# Roche-à-Bateau
Roche-à-Bateau, in creolo haitiano Wòchabato, è un comune di Haiti facente parte dell'arrondissement di Les Côteaux nel dipartimento del Sud.